# بوناكن (جزيرة)

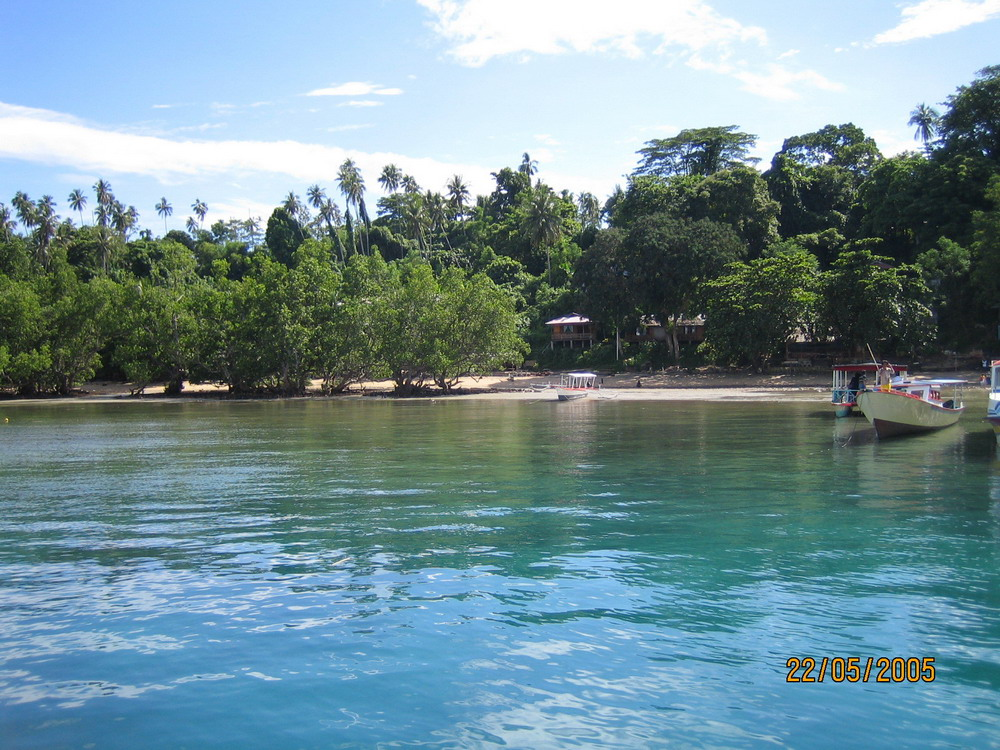
سواحل جزيرة بوناكن

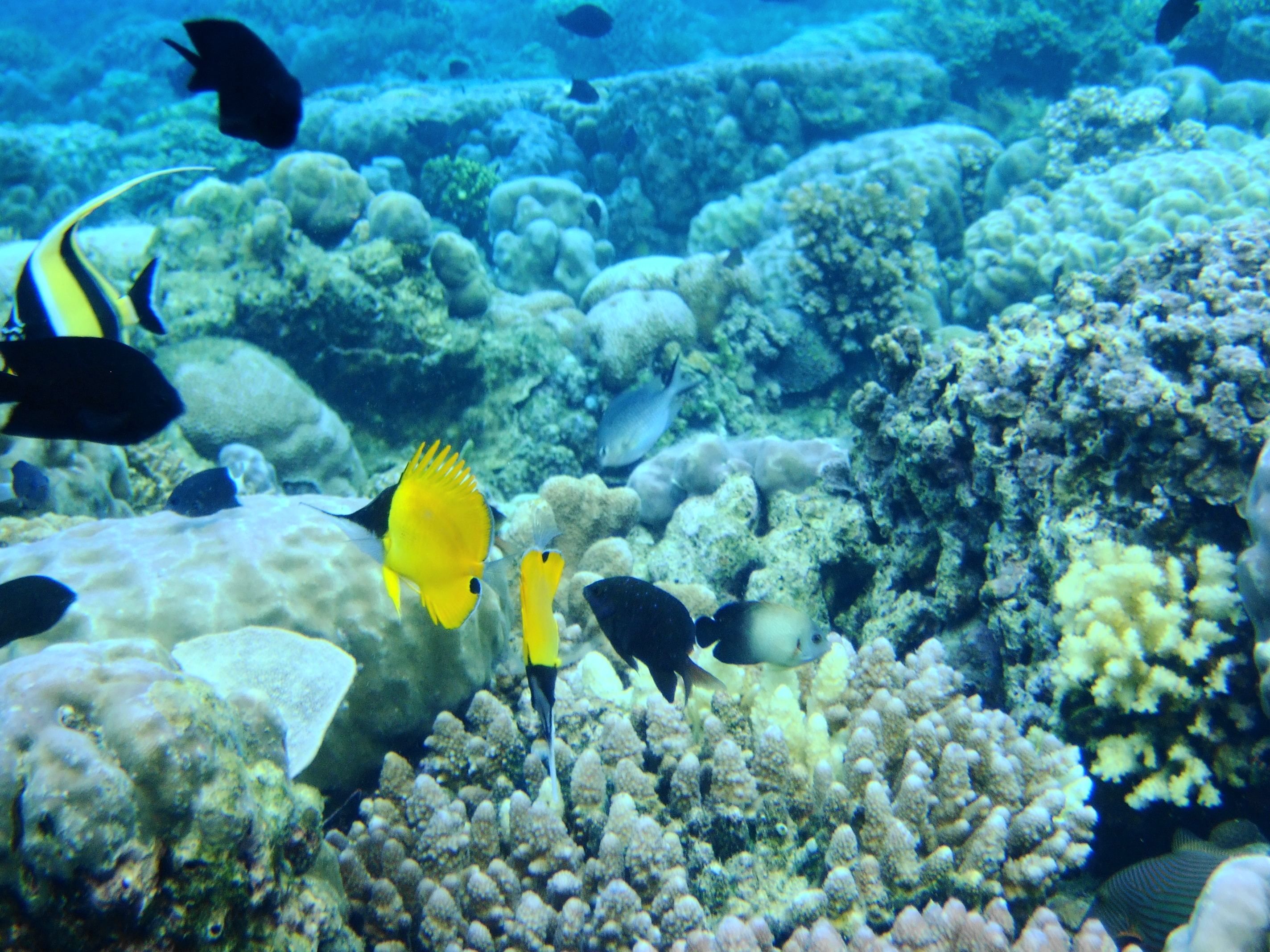
الأسماك قرب جزيرة بوناكن

جزيرة بوناكن هي جزيرة تبلغ مساحتها 8 كيلومتر مربع، وهي جزء من حديقة بوناكن البحرية الوطنية. تقع جزيرة بوناكن قرب الطرف الشمالي من جزيرة سولاوسي في إندونيسيا وتتبع مقاطعة سولاوسي الشمالية. تنتمي إدارياً لبلدية مانادو. الغوص يجذب العديد من الزوار إلى الجزيرة.
تمتد حديقة بوناكن الوطنية على مساحة 890.65 كيلومتر مربع منها 3٪ فقط من اليابسة، بما في ذلك جزيرة بوناكن، فضلا عن جزر مانادو توا ومنتهاج وناين وسيلادين.
عمق مياه حديقة بوناكن الوطنية البحرية يصل إلى 1566 متر في خليج مانادو، درجات الحرارة تتراوح بين 27-29 درجة مئوية. وتتميز بتنوع هائل من الشعاب المرجانية والأسماك وشوكيات الجلد والأسفنج. والجدير بالذكر أن 7 من 8 من أنواع البطلينوس العظيم توجد في بوناكن . كما يعتقد أن في بوناكن من الأجناس سبع مرات أكثر من الشعاب المرجانية في هاواي، والمنطقة تضم أكثر من 70 ٪ من جميع أنواع الأسماك المعروفة في منطقة المحيط الهادئ الهندية الغربية.
التيارات المحيطية قد تفسر جزئيا هذا مستوى العالي من التنوع البيولوجي. التيارات الشمالية الشرقية تجتاح المنطقة عموماً، لكن يعتقد أن التيارات المضادة وفيرة والجيروسكوبات المترتبطة بدورات القمر تقتنص اليرقات السابحة الحرة لا سيما في الجانب الجنوبي للجزيرة هلالية الشكل الواقعة في قلب الحديقة.
الغاطس أو الغواص في محيط منطقة لكوان أو فوكوي سوف يجد أكثر من 33 نوعاً من أسماك الفراشة وأنواع عديدة من الهامور والسمكة الزمردية وأسماك الآنسة والقوبيون. والقوبيون أسماك صغيرة منتفخة العينين زعانفها المحورة التي تسمح لها التعلق على السطوح الصلبة، وهي المجموعة الأكثر تنوعاً ولكن على الأقل شهرة في الحديقة.

## وصلات خارجية
- موقع مؤسسة السياحة في سولاوسي الشمالية
- موقع اتحاد الرياضة المائية في سولاوسي الشمالية
- موقع حول السياحة في إندونيسيا[وصلة مكسورة]